# 피카소의 청색 시대

《다림질하는 여인》, 파블로 피카소, 1901년, 메트로폴리탄 미술관

피카소의 청색 시대(스페인어: Periodo Azul)는 스페인 화가 파블로 피카소의 활동 기간 중, 1901년부터 1904년까지를 일컫는다. 이 시기의 구체적인 시작 시점은 불명확한데, 스페인에서는 1901년 봄을, 프랑스 파리에서는 1901년 후반부를 시작 시점으로 본다. 이 시기에 피카소는 주로 검푸른 색이나 짙은 청록색의 색조를 띤 그림을 그렸고, 부득이한 경우에만 다른 색을 통해 온화한 색조를 나타내었다. 젊은 시절 파리에 머무는 동안 피카소는 자신의 그림에 주로 검푸른 색을 사용했다. 이 어두침침한 작품들은 스페인에서 영감을 받았으나 프랑스에서 채색되었는데, 당시에는 거의 팔리지 않았으나 현재는 그의 작품 중 가장 인기가 많은 작품에 속한다.
피카소는 스페인 여행을 더불어, 그의 친구 카를로스 카사게마스(Carlos Casagemas)의 자살에 영향을 받아 엄숙한 색깔을 선택하며 매춘부, 거지, 알코올 중독자와 같이 음울한 소재를 대상으로 그림을 그렸다. 피카소 자신은 훗날 "나는 카사게마스의 죽음을 알고부터 푸른색의 그림을 그리기 시작했다." 라고 회상했지만, 예술 역사학자인 Hélène Seckel은 "우리가 이러한 심리학적인 정당화를 지지하는 것이 비록 옳을지라도, 사건의 연대순을 보는 시각을 잃으면 안 된다. 카사게마스가 파리에서 자살했을 당시, 피카소는 그곳에 없었다... 피카소가 6월에 파리로 돌아왔을 때, 그는 그의 죽은 친구의 작업실에서 머무르며 수 주간 앙브루아즈 볼라르(Ambroise Vollard)를 위한 그의 전시회를 준비했다."라고 기술했다. 피카소가 볼라르의 화랑에서의 전시를 위해 그린 그 작품은 그 해 여름 대개 "휘황찬란한 팔레트와 생동감 넘치는 작품"이라고 묘사되었다.
피카소의 청색 시대에 가장 유명한 작품 중 하나는 1901년에 완성된 그림이다. 《압생트를 마시는 사람》은 테이블에 커다란 술병을 놓고 앉아 있는 여자의 그림이다. 그녀의 뒤편에 있는 벽은 가까이 있고 위압적이어서 불안한 느낌을 더해 준다. 그녀의 상반신만큼 커다랗게 그려진 병은 그림 속의 여자가 과도한 음주로 찌들어 있는 삶에 속박 되어 있음을 확연히 보여준다.

## 같이 보기
- 근대 미술

## 참고 문헌
- Cirlot, Juan-Eduardo (1972). Picasso: Birth of a Genius. New York and Washington: Praeger.
- Wattenmaker, Richard J.; Distel, Anne, et al. (1993). Great French Paintings from the Barnes Foundation. New York: Alfred A. Knopf. ISBN 0-679-40963-7